# Европейский конвой
«Европейский конвой» — украинский телевизионный сериал.

## Сюжет
Двое братьев — выходцев из СССР, пытаясь поправить финансовое положение, грабят кафе в Германии. На выходе их задерживает полицейский наряд. Но неизвестный, вооруженный пистолетом, отбивает у полицейских неудачливых грабителей и вместе с ними скрывается.
Новый знакомый, тоже выходец из СССР, предлагает не мелочиться и ограбить банк. Во время ограбления банк блокирует полиция. Грабители берут в заложники сотрудницу банка, под угрозой жизни которой разоружают полицейских и уезжают. Полиция бросается в погоню. Грабители решают пробиваться на территорию бывшего СССР, чтобы на его просторах затеряться.
На территории Польши к погоне подключаются сотрудник украинского спецподразделения и женщина — офицер-переговорщик польской полиции. В ходе преследования выясняется, что немка-заложница — дочь влиятельного бизнесмена. Бизнесмен предлагает выкуп за свою дочь. Ситуация обостряется — получен выкуп, взята в заложники женщина-переговорщик, убит один из грабителей.

## В ролях
- Борис Бирман — Виктор
- Юлия Деллос — Ванда (озвучивает Татьяна Антонова)
- Сергей Иванов (II) — Андрей
- Игорь Петрусенко — Артур (озвучивает Олег Лепенец)
- Виктор Сарайкин — Виталий
- Леонид Куравлев — генерал
- Алексей Вертинский — Шульц
- Олег Масленников — Гюнтер
- Олеся Власова — Тереза
- Валерий Зайцев
- Владимир Нечепоренко
- Валентин Шестопалов — польский полковник
- Александр Ганноченко — Президент Украины
- Александр Данилевич — адъютант Саша
- Дмитрий Суржиков — оператор
- Ольга Радчук — читает закадровый перевод с английского, немецкого и польского языка

## Съёмки
Постановка трюков: Сергей Головкин.

## Саундтрек
В фильме звучит песня Владимира Высоцкого «Темнота» в исполнении Никиты Джигурды.

## Производство
В основу сюжета легла реальная история ограбления отделения банка в небольшом городке Нижней Саксонии тремя выходцами из СССР, включавшая захват двух заложниц, погоню по территории трёх стран и освобождение заложницы под Ровно.